# Rasmus Stoklund
Rasmus Stoklund Holm-Nielsen, född 17 mars 1984, är en dansk politiker som sedan maj 2022 är partiordförande för danska Socialdemokraterna. Stoklund valdes in i Folketinget för Socialdemokratiet i Folketingsvalet 2019. Dessförinnan arbetade han som näringspolitisk chef för Danish Metal.

## Biografi
- Medverkan i boken Farvel til nullerne (2011)
- Debattboken "Til Blå Bjarne – en debattbok om socialdemokrati, globalisering och framtiden" (2016).